# Onthophagus navarretorum
Onthophagus navarretorum é uma espécie de inseto do género Onthophagus, família Scarabaeidae, ordem Coleoptera.

## História
Foi descrita cientificamente por Delgado & Capistan em 1996.